# Xibaltarre

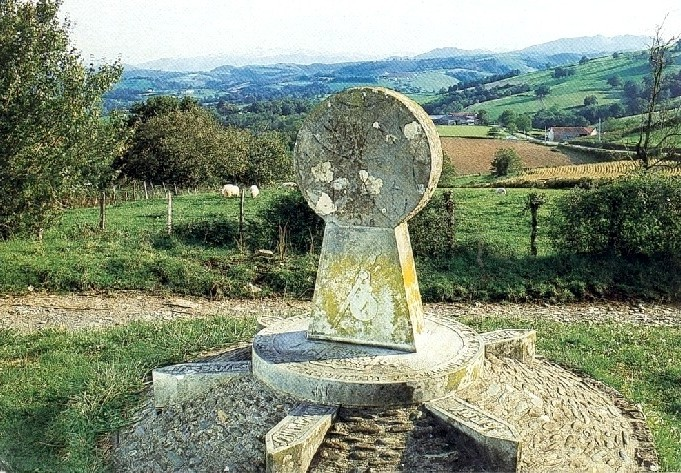
Stèle de Gibraltar ou Xibaltarreko hilarria en basque à Uhart-Mixe.

Xibaltarre /šibaltare/, ou Xibaltarprononciation basque de Gibraltar, est un toponyme au Pays basque qui indique un lieu de campement de Gitans venus d'Andalousie. Xibaltarre est un quartier d'Ostabat.
Le toponyme "Gibraltar" pour Saint-Palais semble relativement récent, car il n'apparaît sur aucune des cartes du XVIIIe siècle. De plus, pour le quartier d'Ostabat, on utilise encore exclusivement la forme basque "Xibaltarre" et non la version française "Gibraltar". Gibraltar est une altération du latin Salvator, Sauveur, Chalbatore en basque, Chabaltare, Chibraltare, francisé en Gibraltar. Le plan cadastral de Saint-Palais de 1826 appelle le quartier Gibraltar : quartier de Lendus.
Avant et après la Seconde Guerre mondiale, les quartiers de Xibaltarre à Saint-Palais et à Ostabat étaient habituellement occupés par des Bohémiens, appelés "Buhamiak" en basque. Selon une tradition orale rapportée, les habitants autochtones avaient surnommé ces Bohémiens "Xibaltarre", signifiant "originaires de Gibraltar", une référence à leur origine supposée du Sud, associée à la pauvreté en Europe industrialisée depuis le XIXe siècle.
La forme bas-navarraise "Xibaltarre" est une adaptation phonétique du nom "Gibraltar", avec un renforcement de la vibrante finale pour correspondre aux caractéristiques du basque, contrairement à la forme angloye "Chiberta" où la vibrante finale est restée douce. Le suffixe "-e" ajouté à la fin des noms de lieux en basque est une innovation récente. Le quartier d'Ostabat était initialement nommé "Lindux" selon un plan cadastral de 1826, suggérant que le nom "Xibaltarre" est une évolution plus récente que "Chiberta". Il est possible que "Chiberta" soit déjà en usage au XVIIIe siècle, tandis que "Xibaltarre" s'est développé plus tard. Les notaires angloys auraient pu éviter la forme basquisée "Chiberta" pour des raisons de prestige, optant pour des formes perçues comme plus raffinées. Il demeure incertain si, au XVIIIe siècle, la vibrante finale du nom était déjà renforcée en basque comme le montre la forme moderne "Xibaltarre".
Hector Iglesias a mis en évidence que le toponyme Xiberta / Chiberta d'Anglet provient d'un ancien Xibaltarre. La forme "Xibaltarre" en basque résulte d'une évolution relativement récente, tandis que "Xiberta" provient d'une adaptation basque plus ancienne. Cela explique pourquoi le même nom peut avoir donné lieu à deux formes distinctes.